# كارخانة قند (مهاجران)
کارخانة قند (بالفارسية: کارخانه قند) هي قرية تقع في إيران في Lalejin District. يقدر عدد سكانها بـ 147 نسمة بحسب إحصاء 2016.